# Dara (Artuklu)
Pour les articles homonymes, voir Dara.
Dara ou Daras (grec : Δάρας) est une forteresse byzantine marquant la frontière avec l'empire sassanide. Le site a été le théâtre d'importantes batailles entre les deux empires en 530 et en 573. Le village d'Oğuz se trouve dans la province de Mardin en Turquie à 30 km au sud-est de la ville de Mardin sur la route de Nusaybin (Nisibe).

## Histoire
Dara tiendrait son nom de son fondateur l'empereur achéménide Darius Ier. Après la mort d'Alexandre le Grand la région fait partie de l'empire séleucide. La ville et la région passent ensuite sous la domination romaine, parthe, byzantines, sassanide.
En 506/507, Dara est fortifiée par l'empereur byzantin Anastase Ier après avoir signé une trêve avec l'empereur sassanide Kavadh Ier. Elle prend alors le nom d'Anastasiopolis. Kavadh Ier reproche à Anastase Ier cette construction qu'il considère comme une marque d'hostilité et une rupture de la trêve.
En 530, Bélisaire remporte une bataille contre Kavadh Ier devant les murs de Dara. Khosro Ier Anushîrvan succède à son père Kavadh Ier en 531. Il conclut une paix éternelle avec l'empereur byzantin Justinien, qui a les mains libres pour la conquête de l'Afrique et de la Sicile. Ses succès contre les Vandales et les Goths causent la reprise de la guerre par Khosro en 540. Après un long siège, la ville de Dana obtient le retrait de Khosro Ier contre paiement.
En 573, Khosro Ier prend la ville après un siège de quatre mois. La ville change de mains encore deux fois. Khosro II Parviz et Vahram VI Tchûbîn se disputent le trône de Perse. Pour obtenir le soutien de l'empereur
Maurice Ier Tiberius, Khosro II prend Dara pour la lui remettre. Maurice Ier fournit à Khosro II une armée qui met en déroute Vahram VI. En 604/605, Khosro II reprend Dara à son compte après un siège de neuf mois; Après le déclin de l'empire byzantin, la ville reste un poste frontière entre différents royaumes musulmans jusqu'à la conquête mongole en 1261.

## Le site
Les ruines de Dara couvrent une grande superficie. Elles comprennent une prison souterraine, des entrepôts, des habitations troglodytiques, de grandes citernes, un arsenal, un pont, des fortifications.
La nécropole souterraine, creusée à la fin du VIe siècle et qui fait l'objet de fouilles à partir de 2009, contient les ossements de plus de 3 000 personnes dont ceux des soldats romains tombés dans les batailles autour de la ville. Les inscriptions montrent que cet ouvrage a été réalisé par d'anciens prisonniers de guerre romains pour rendre hommage à leurs camarades.